# Justin Kurtz
Justin Kurtz (* 14. Januar 1977 in Winnipeg, Manitoba) ist ein ehemaliger kanadischer Eishockeyspieler, der im Verlauf seiner aktiven Karriere zwischen 1993 und 2013 unter anderem 27 Spiele für die Vancouver Canucks in der National Hockey League (NHL) auf der Position des Verteidigers bestritten hat. Den Großteil seiner Laufbahn verbrachte Kurtz, der auch zwei Spielzeiten bei den Krefeld Pinguinen in der Deutschen Eishockey Liga (DEL) verbrachte, jedoch in der American Hockey League (AHL) und International Hockey League (IHL).

## Karriere
Justin Kurtz begann seine Karriere als Eishockeyspieler bei den Brandon Wheat Kings, für die er von 1993 bis 1997 in der Western Hockey League (WHL) aktiv war. In seinem dritten und vorletzten Jahr in der Juniorenliga gewann er mit dem Team den President’s Cup. Zudem wurde er ins East Second All-Star-Team der Liga gewählt. Im Sommer vor Beginn der Saison 1995/96 war er bereits im NHL Entry Draft 1995 von den Winnipeg Jets aus der National Hockey League (NHL) in der vierten Runde an 84. Stelle ausgewählt worden.
Nach Beendigung seiner Juniorenkarriere spielte der Verteidiger im Anschluss ein Jahr lang für die Las Vegas Thunder aus der International Hockey League (IHL), gefolgt von fünf Spielzeiten bei den Manitoba Moose aus der International bzw. ab dem Sommer 2001 American Hockey League (AHL). Die Moose waren das Farmteam der Vancouver Canucks aus der NHL. Bei den Canucks kam er in der Spielzeit 2001/02 zu 27 Einsätzen, in denen ihm acht Scorerpunkte gelangen. Im Sommer 2003 unterschrieb Kurtz erstmals einen Vertrag in Europa, als er zu den Krefeld Pinguinen in die Deutsche Eishockey Liga (DEL) wechselte. In zwei DEL-Spielzeiten erzielte der Kanadier in 100 Spielen 45 Scorerpunkte, darunter 14 Tore.
Nachdem er die Saison 2005/06 bei den Grizzly Adams Wolfsburg in der 2. Eishockey-Bundesliga verbracht hatte, kehrte Kurtz nach Nordamerika zurück. Dort nahmen ihn die Worcester Sharks aus der AHL unter Vertrag. Bei den Sharks blieb er ebenso nur eine Spielzeit, wie anschließend bei den HC Milano Vipers aus der italienischen Serie A1, ehe er im Sommer 2008 für ein zu den Nordsjælland Cobras in die dänische AL-Bank Ligaen wechselte und anschließend ebenso lang beim Örebro HK in der schwedischen HockeyAllsvenskan spielte. In der Spielzeit 2010/11 stand Kurtz erneut in Deutschland unter Vertrag, wo er bei den Fischtown Pinguins Bremerhaven aus der 2. Bundesliga angestellt war. Zwischen Mai 2011 und Januar 2012 spielte er beim EHC Black Wings Linz, ehe sein Arbeitspapier aufgelöst wurde. Im August 2012 wurde der Abwehrspieler von den Dresdner Eislöwen verpflichtet, verletzte sich aber Mitte der Saison schwer und verpasste den Rest der Spielzeit. Anschließend beendete der 36-Jährige seine aktive Karriere.

### International
Mit der kanadischen U18-Auswahl nahm Kurz an der La Copa Mexico 1994 teil, die die Kanadier auf dem ersten Platz beendeten. Dazu trug der Verteidiger in fünf Spielen drei Scorerpunkte bei. In der kanadischen Nationalmannschaft debütierte Kurtz in der Saison 2004/05.

## Erfolge und Auszeichnungen
- 1996 President’s-Cup-Gewinn mit den Brandon Wheat Kings
- 1996 WHL East Second All-Star Team
- 1997 CHL Third All-Star Team

### International
- 1994 Goldmedaille bei der La Copa Mexico

## Karrierestatistik

### International
Vertrat Kanada bei:
- La Copa Mexico 1994

(Legende zur Spielerstatistik: Sp oder GP = absolvierte Spiele; T oder G = erzielte Tore; V oder A = erzielte Assists; Pkt oder Pts = erzielte Scorerpunkte; SM oder PIM = erhaltene Strafminuten; +/− = Plus/Minus-Bilanz; PP = erzielte Überzahltore; SH = erzielte Unterzahltore; GW = erzielte Siegtore; 1 Play-downs/Relegation; Kursiv: Statistik nicht vollständig)